# هيروشي سوزوكي
هيروشي سوزوكي (باليابانية: 鈴木寛؛ بالكانا: すずき ひろし) هو متزلج جماعي ياباني، ولد في 13 ديسمبر 1973 في سابورو في اليابان.

## وصلات خارجية
- هيروشي سوزوكي على موقع IBSF (الإنجليزية)
- هيروشي سوزوكي على موقع أوليمبيديا (الإنجليزية)